# 더 와일드
《더 와일드》는 매주 금요일 밤 10시 30분에 방송되는 '본격 DIY 어드벤처 리얼리티' 여행 예능 프로그램이다.

## 기획 의도
광활하고 장엄한 캐나다 국립공원을 세명의 와일더가 직접 계획하고 탐험하는 순도 100%의 여행 예능으로 국가가 법으로 지정 보호하는 국립공원의 경이로운 자연과 야생의 생생함을 느끼면서 12박13일간 캠핑카로 종단하면서 생긴 다양한 에피소드, 자연과 인간의 공존 메시지를 담아내기 위해 기획됐다.

## 방송 일정
| 방송국 | 방송 기간                       | 방송 시간                | 회차  |
| ------ | ------------------------------- | ------------------------ | ----- |
| MBN    | 2024년 1월 5일 ~ 2024년 3월 1일 | 매주 금요일 밤 10시 30분 | 8부작 |

## 출연진
- 추성훈
- 진구
- 배정남